# NGC 3303
NGC 3303 é uma galáxia espiral (Sbc/P) localizada na direcção da constelação de Leo. Possui uma declinação de +18° 08' 13" e uma ascensão recta de 10 horas, 36 minutos e 59,9 segundos.
A galáxia NGC 3303 foi descoberta em 21 de Março de 1784 por William Herschel.